# Parlamento Sami della Norvegia
Il Parlamento sami (in lingua norvegese Sametinget ed in lingua sami settentrionale Sámediggi) è l'organo rappresentativo del popolo Sami di Norvegia.

## Storia
È stato istituito nel 1989 nella città di Karasjok, in Norvegia. Nel 2000 si è pensato di trasferirlo in un nuovo edificio, che potesse meglio essere rappresentativo della cultura e della tradizione dei Lapponi. L'edificio, circondato da un bosco, presenta gli interni in betulla (una delle specie di alberi più rappresentativa delle tradizioni Sami) e la sala dell'assemblea principale è disposta come una tenda gamma (l'abitazione tradizionale Sami). È qui presente anche la biblioteca in lingua Sami che comprende circa 35.000 volumi.